# Palliduphantes stygius
Palliduphantes stygius är en spindelart som först beskrevs av Simon 1884.  Palliduphantes stygius ingår i släktet Palliduphantes och familjen täckvävarspindlar. Inga underarter finns listade i Catalogue of Life.